# 樂梁郡
乐梁郡，中国南北朝时设置的郡。
南朝梁大宝年间设置乐梁郡，属湘州。治所在荡山县（今广西贺州市东南贺街）。下辖荡山县、游安县。梁简文帝立皇子萧大圜被封为乐梁郡王。南陈沿置乐梁郡。隋朝灭陈，废除乐梁郡，荡山县归属贺州。